# West Highland white terrier
 (mars 2016).
Si vous disposez d'ouvrages ou d'articles de référence ou si vous connaissez des sites web de qualité traitant du thème abordé ici, merci de compléter l'article en donnant les références utiles à sa vérifiabilité et en les liant à la section « Notes et références ».
Le West Highland White terrier, plus couramment appelé Westie, est une race de chiens d'origine écossaise connue pour sa personnalité. 
Ce chien est indépendant comme un chat.

## Histoire
Le Westie est le terrier d'Écosse le plus récent, bien que des chiens du même type aient été répertoriés dès le XVIIe siècle sous le nom de white doggies. Ses deux ancêtres sont, de façon sûre, le cairn terrier, et plus hypothétiquement le bichon maltais, rescapé du naufrage de l'Invincible Armada au XVIe siècle sur l'île de Skye.
C'est une histoire dramatique qui fut à l'origine de la création du westie. Un jour, au XIXe siècle, en Argyll, le colonel Malcolm of Poltalloch partit à la chasse avec ses cairns et par accident tua son meilleur chien de couleur rousse qu'il avait confondu avec un renard. Très affecté par ce drame, il décida, à compter de ce jour, de n'élever plus que des cairns blancs de façon qu'aucune confusion ne se reproduise. Avec un patient travail de sélection sur ses cairns fauves, il obtint des chiens de couleur sable très clair, qui furent les premiers westies. La couleur ne fut perfectionnée que plus tard.
Le westie fut reconnu officiellement en 1906 par le Kennel Club anglais. Avec la reconnaissance du cairn terrier, en 1912, les deux races, qui n'étaient à l'époque que deux variétés, pouvaient se croiser. Ces croisements furent interdits[Par qui ?] en 1924 et le westie, qui n'était alors qu'un « cairn blanc », acquit ses propres caractéristiques pour s'orienter vers un modèle[Quoi ?] plus sophistiqué, tandis que le cairn est resté dans le type d'origine.
Désormais avec plus de 2 500 naissances annuelles le westie est le terrier d'Écosse le plus populaire en France, notamment grâce aux pubs de la marque de pâté pour chien César, dont le westie est la mascotte.

## Caractère et style de vie

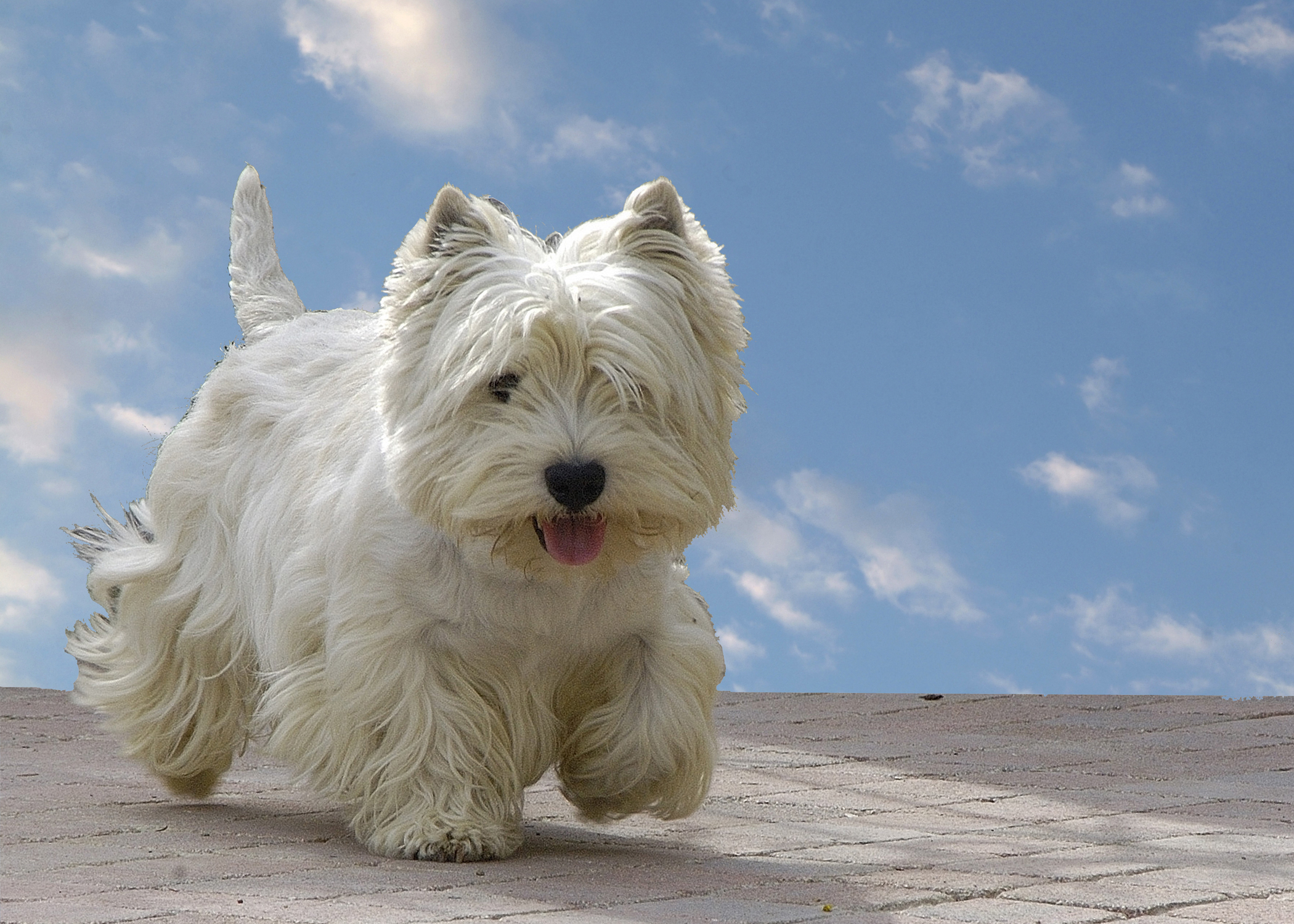

Cette race appartient à la famille des Terriers. Le Westie n'a pas renié ses origines de chasseur d'où sa curiosité. Chasseur impitoyable, c'est un grand sportif, compagnon idéal du jogger. Il s'adapte autant en maison qu'en appartement. De grandes sorties dans la nature, ou des sports tels que l'agility, lui font le plus grand bien.
À la maison c'est un chien très affectueux, joueur et très rusé. Il a grand besoin de compagnie. Il est très proche de son maître. Ce n'est pas du tout un chien de garde mais il veut quand même faire son travail en aboyant lorsqu'un bruit étranger survient. Il est fondamentalement sociable et amical envers tous les humains, y compris inconnus. Il peut être très calme quand son maître le demande et être très actif. Il est très câlin et aime les enfants, il est toujours partant pour se balader et jouer.
Le Westie peut surprendre quant à sa facilité à comprendre rapidement les ordres.

## Entretien

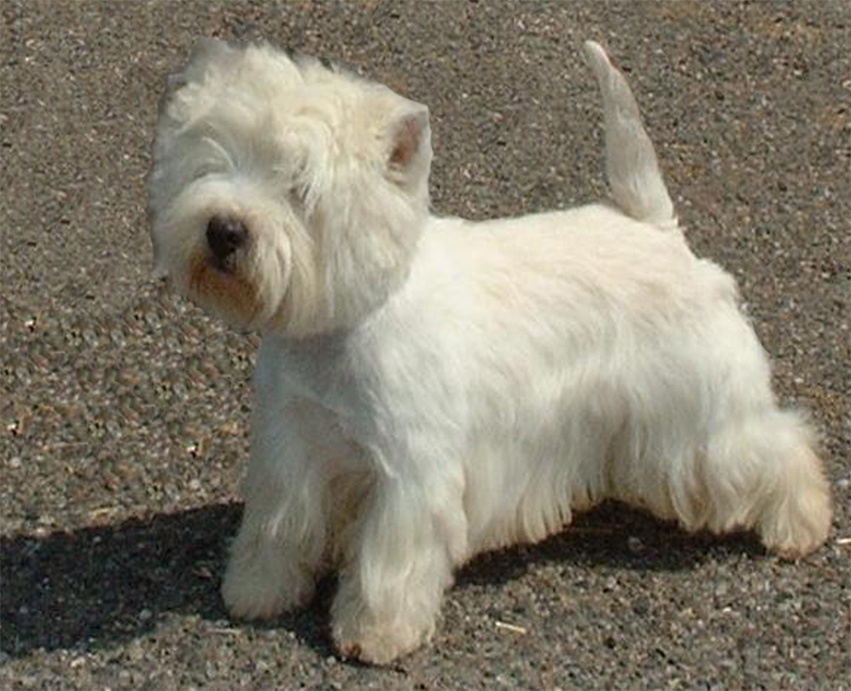

Il est conseillé d’épiler le westie mais les professionnels du toilettage ont chacun une opinion différente. L’épilation  est indolore car elle consiste à retirer les poils morts. Elle est conseillée pour les chiens de concours. Le Westie ne peut pas être tondu. La tonte donnerait un poil mou et difficile à démêler mais avec un brossage quotidien, et le poil ferait plein de frisottis, le démêlage est plus facile et permet aussi d'enlever les poils morts.
Au quotidien : bien démêler le poil sous le ventre, sur le dos, sur les pattes et entre les pattes arrière. dans le sens contraire de la pousse. Ne pas le laver trop souvent (tout dépend de son activité), et utiliser un shampooing adéquat à votre westie. Pour le garder blanc, on peut lui faire une sorte de shampooing sec avec du carbonate de calcium : saupoudrer, faire pénétrer et brosser le poil ou utiliser du talc (ce qui le préservera des infections cutanées).

## Santé
Comme tous les terriers le Westie est fondamentalement robuste et très résistant aux maladies. Il peut vivre jusqu'à 16 ou 17 ans. Il n'est pas rare que le westie connaisse des problèmes dermatologiques, notamment la séborrhée, ou poil gras, fréquente passé 7 ans et qui nécessite l'emploi mensuel d'un shampooing à la chlorhexidine.
La fibrose pulmonaire est répandue chez le Westie.